# محدوده ثبت‌نشده
محدوده ثبت‌نشده (انگلیسی: Unincorporated area) به زمینی گفته می‌شود که به‌طور قانونی ثبت نشده‌است و به همین خاطر در دسته‌بندی‌هایی مانند شهر، شهرستان و ایالت گنجانده نمی‌شوند.
جوامع و مناطق گسترده ثبت نشده از ویژگی‌های ایالات متحده و کانادا هستند. اکثر کشورهای دیگر جهان یا اصلاً مناطق ثبت نشده ندارند یا این موارد بسیار نادر هستند.

## بر پایه کشور

### آرژانتین
در آرژانتین، استان‌های چوبوت، کوردوبا، انتره ریوس، فورموسا، نوکوئن، ریو نگرو، سان لوئیس، سانتا کروز، سانتیاگو دل استرو، تیرا دل فوئگو و توکومان مناطقی دارند که خارج از شهرداری یا شهرستان هستند.

### استرالیا
برخلاف بسیاری از کشورها، استرالیا فقط یک سطح از دولت محلی دارد که بلافاصله زیر دولت‌های ایالتی و منطقه ای قرار دارد. یک منطقه دولتی محلی (LGA) اغلب شامل چندین شهر و حتی کل مناطق شهری است؛ بنابراین، جدای از مناطق بسیار کم جمعیت و چند مورد خاص دیگر، تقریباً تمام استرالیا بخشی از LGA است. مناطق ثبت نشده اغلب در مکان‌های دور افتاده هستند، مناطق وسیعی را پوشش می‌دهند یا جمعیت بسیار کمی دارند.
آدرس‌های پستی در محدوده‌های ثبت نشده، مانند سایر نقاط استرالیا، معمولاً از نام‌های حومه یا محله‌ای استفاده می‌کنند که توسط ایالت یا دولت منطقه‌ای مربوط اعلام شده‌است؛ بنابراین، هر گونه ابهامی در مورد آدرس‌ها به ندرت در مناطق نامشخص وجود دارد.
کوئینزلند و تاسمانی به‌طور کامل به LGA تقسیم شده‌اند و هیچ منطقه ثبت نشده‌ای ندارند.

#### قلمرو پایتخت استرالیا
منطقه پایتخت استرالیا (ACT) شهرداری ندارد. دولت قلمرو مستقیماً مسئول اموری است که معمولاً توسط یک دولت محلی انجام می‌شود. در برخی کشورها، از این ترتیب به عنوان یک مرجع واحد یاد می‌شود، اما اداره آمار استرالیا به کل ACT به عنوان یک منطقه نامشخص اشاره می‌کند.

#### نیو ساوت ولز
غرب دور و شمال نیو ساوت ولز، محدوده ثبت نشده غرب دور را تشکیل می‌دهد که جمعیت کمی دارد و به سختی یک شورای منتخب را تضمین می‌کند. یک کارمند دولتی در مرکز ایالت اموری را که لازم است مدیریت می‌کند. دومین منطقه ثبت نشده این ایالت جزیره لرد هاو است. سومین منطقه ثبت نشده در NSW منطقه بندر سیدنی است.

#### قلمرو شمالی
در قلمرو شمالی، ۱٫۴۵٪ از کل مساحت و ۴٫۰٪ از جمعیت در مناطق ثبت نشده هستند، از جمله منطقه بالا پایان ثبت نشده (بزرگ‌ترین)، منطقه قانون نرخ‌های قلمرو شمالی، Nhulunbuy، جامعه Alyangula در Groote Eylandt در منطقه شمالی، و یولارا در منطقه جنوبی.

#### استرالیای جنوبی
در استرالیای جنوبی، ۶۰ درصد از مساحت این ایالت متعلق به منطقه پاستورال غیر شرکتی است. کسانی که در این منطقه سکونت دارند - کمتر از ۰٫۲٪ از جمعیت ایالت - خدمات شهری را دریافت می‌کنند که توسط یک سازمان دولتی، اداره جوامع Outback ارائه می‌شود.

#### ویکتوریا
ویکتوریا دارای ۱۰ منطقه کوچک ثبت نشده‌است که یا جزایر کوچکی هستند که مستقیماً توسط ایالت اداره می‌شوند یا استراحتگاه‌های اسکی هستند که توسط هیئت‌های مدیریت منصوب شده توسط ایالت اداره می‌شوند.

#### استرالیای غربی
استرالیای غربی دارای دو منطقه ثبت نشده‌است، جزایر خالی از سکنه آبرولهوس که توسط وزارت ماهیگیری اداره می‌شود و پارک کینگز در پرث تحت کنترل اداره باغ‌های گیاه‌شناسی و پارک‌ها است.

### کانادا
در کانادا، بسته به استان، یک منطقه مسکونی ثبت نشده، منطقه ای است که شورای شهرداری که صرفاً بر شهر حاکم باشد، ندارد. معمولاً، اما نه همیشه، بخشی از یک دولت شهر بزرگتر است. اینها از دهکده‌های کوچک گرفته تا مناطق شهری بزرگ که از نظر وسعت مشابه یک شهرک یا شهر هستند را شامل می‌شود.
در آلبرتا، جوامع ثبت نشده را می‌توان به عنوان هملت، محلی یا شهرک طبقه‌بندی کرد. هملت یک جامعه ثبت نشده‌است که می‌تواند توسط شورای ناحیه شهرداری یا شهرداری تخصصی در محدوده آنها یا توسط وزیر امور شهرداری در محدوده یک منطقه بهسازی تعیین شود.
به عنوان مثال، اگر آنها ادغام شوند، مناطق خدمات شهری فورت مک موری در شهرداری منطقه ای وود بوفالو و پارک شروود در شهرستان استراتکونا پنجمین و ششمین شهر بزرگ آلبرتا خواهند بود.
در بریتیش کلمبیا، سکونتگاه‌های ثبت نشده کاملاً خارج از مرزهای شهرداری قرار دارند و مستقیماً توسط دولت‌های منطقه‌ای/شهری مشابه سیستم آمریکایی اداره می‌شوند.
سکونتگاه‌های ثبت نشده با جمعیتی بین ۱۰۰ تا ۱۰۰۰ نفر ممکن است وضعیت مکان تعیین شده در داده‌های سرشماری کانادا را داشته باشند.
در برخی استان‌ها، بخش‌های وسیعی از مناطق وحشی توسعه نیافته یا مناطق روستایی، مناطق سازمان‌دهی نشده‌ای هستند که مستقیماً تحت صلاحیت استان هستند. برخی از سکونتگاه‌های ثبت‌نشده در چنین مناطق سازمان‌یافته ممکن است برخی از انواع خدمات شهری را داشته باشند که توسط یک آژانس شبه دولتی مانند یک هیئت خدمات محلی در انتاریو به آنها ارائه می‌شود. در نیوبرانزویک، جایی که جمعیت قابل توجهی در یک منطقه خدمات محلی زندگی می‌کنند، مالیات و خدمات ممکن است مستقیماً از استان باشد.